# Selenia (plantengeslacht)
Selenia is een geslacht uit de kruisbloemenfamilie (Brassicaceae). 

## Soorten
De volgende soorten zijn bij het geslacht ingedeeld:
- Selenia aurea Nutt.
- Selenia dissecta Torr. & A.Gray
- Selenia geniculata Beauv.
- Selenia grandis R.F.Martin
- Selenia jonesii Cory

... · 
Alliaria · 
Alyssum (Schildzaad) · 
Arabidopsis · 
Arabis (Scheefkelk) · 
Armoracia · 
Aubrieta · 
Barbarea (Barbarakruid) · 
Berteroa · 
Brassica (Kool) · 
Braya · 
Bunias (Hardvrucht) · 
Cakile · 
Calepina · 
Camelina · 
Capsella (Herderstasje) · 
Cardamine (Veldkers) · 
Cochlearia (Lepelblad) · 
Coincya · 
Conringia · 
Coronopus (Varkenskers) · 
Crambe (Bolletjeskool) · 
Descurainia · 
Diplotaxis (Zandkool) · 
Draba · 
Erophila · 
Eruca · 
Erucastrum · 
Eutrema  · 
Erysimum (Steenraket) · 
Heliophila · 
Hesperis · 
Hirschfeldia · 
Hormathophilla · 
Hornungia · 
Iberis (Scheefbloem) · 
Isatis · 
Lepidium (Kruidkers) · 
Lobularia · 
Lunaria (Judaspenning) · 
Malcolmia · 
Matthiola · 
Neslia · 
Physaria · 
Pringlea · 
Ptilotrichum · 
Raphanus (Radijs) · 
Rapistrum · 
Rorippa (Waterkers) · 
Schouwia · 
Selenia · 
Sinapidendron · 
Sinapis · 
Sisymbrium (Raket) · 
Subularia · 
Teesdalia · 
Thlaspi (Boerenkers) · 
...